# کلوریدورم، کبک
کلوریدورم (به فرانسوی: Cloridorme) بخشی در منطقه شهری لا کوت-دو-گاسپه ناحیه گاسپزی-ایل-دو-لا-مادلن در استان کبک کانادا است. در سرشماری سال ۲۰۱۱ این بخش ۸۴۶ نفر جمعیت داشته‌است و مساحت آن ۱۶۲٫۱ کیلومتر مربع است.